# Église de la Nativité-de-la-Vierge de Leugney
Pour les articles homonymes, voir Église de la Nativité.
L’église de la Nativité-de-la-Vierge de Leugney est une église située au lieu-dit de Leugney, sur la commune de Bremondans dans le département français du Doubs.

## Histoire
L'église est construite au XIIe siècle. Elle est remaniée au XVIe siècle au niveau du chœur et de ses chapelles, puis au XVIIIe siècle, sa nef est élargie.
L'église dans sa totalité fait l’objet d’une inscription au titre des monuments historiques depuis le 15 juin 1926.

## Rattachement
L'église fait partie de la paroisse du plateau de Valdahon qui est rattachée au diocèse de Besançon.

## Architecture
Caractéristique de l'art rhénan, l'église possède un Clocher-porche carré percé de meurtrières et de baies géminées en plein cintre. Les chapiteaux sont historiés et les culs-de-lampe sculptés en style gothique.

## Mobilier
L'église possède du mobilier dont une partie est inscrite à titre objet des monuments historiques depuis le 6 janvier 1975 :
- Statue-reliquaire en bois du XVIIe siècle[4]
- Crédence de pain bénit en bois du XIXe siècle[5]
- Statue de Saint-Antoine ermite en bois du XVIe siècle[6]
- Statue de Saint évêque en bois du XVIe siècle[7]
- Statue de Saint Maur en pierre du XVIe siècle[8]
- Statue de Saint Sébastien en bois du XVIe siècle[9]
- Statue de l'Assomption de la Vierge en bois du XVIIIe siècle[10]
- Deux statues de la Vierge et de Saint Jean en bois du XVIIe siècle[11]
- Statue de la Vierge à l'Enfant en bois du XVIIe siècle[12]
- Statue de la Vierge à l'Enfant avec son exposition en bois du XVIIIe siècle[13]